# Hersilia cinerea
Hersilia cinerea là một loài ruồi trong họ Tachinidae.